# Kigeli III
Kigeli III Ndabarasa est un roi (mwami) du Rwanda qui régna à la fin du XVIIIe siècle, après Cyirima II Rujugira. Il serait mort vers 1792 (+ ou - 10 ans).
Mibambwe III Sentabyo lui succéda.